# Judith Grümmer

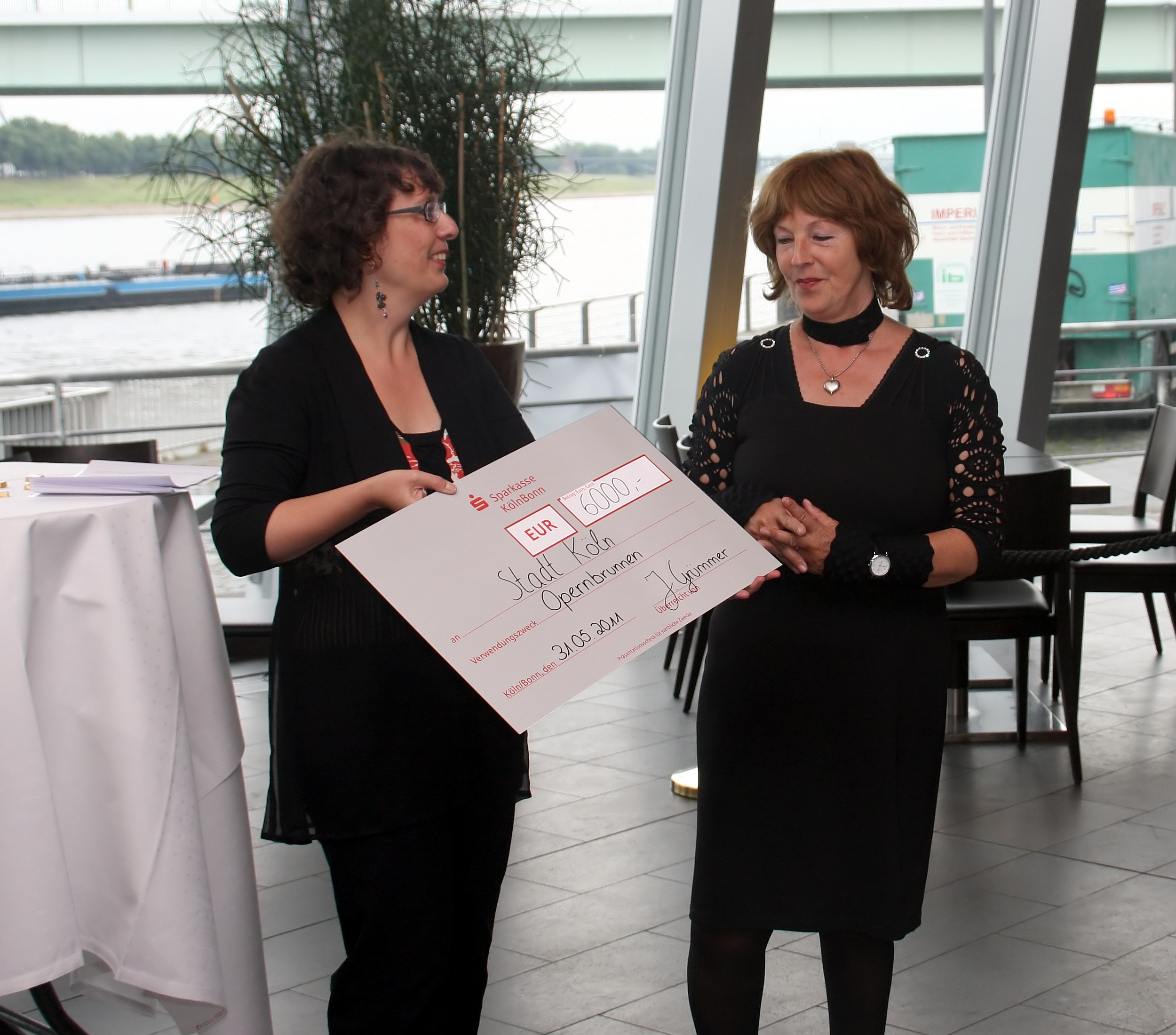
Judith Grümmer (links) und Angela Spizig (Kölner Bürgermeisterin) 2011

Judith Grümmer (* 1958 in Köln) ist eine deutsche Rundfunkjournalistin, Audiobiografin, Autorin und Gründerin der gemeinnützigen Familienhörbuch gGmbH.

## Leben und Arbeiten
Judith Grümmer studierte Geschichte, Geografie und Pädagogik in Köln mit Magisterabschluss. Während ihres Studiums war sie beim Westdeutschen Rundfunk zunächst als Fernsehjournalistin tätig, bevor sie sich ab Mitte der 1980er Jahre vor allem auf Hörfunkmoderation und Rundfunkarbeit bei WDR und Deutschlandfunk konzentrierte und ihre Liebe für den Hörfunk entdeckte. „Menschen eine Stimme geben“ wurde für sie zum Leitsatz ihrer journalistischen Arbeit. 2004 gründete sie dann zunächst das Redaktionsbüro „Familienhörbuch“, um neben ihrer Radioarbeit zunächst insbesondere mit Senioren private Audiobiografien ihrer eigenen Lebensgeschichten zu erarbeiten.
Ihre journalistischen Schwerpunkte lagen viele Jahre insbesondere in den Themengebieten Wissenschaft&Bildung mit Schwerpunkt auf Medizin, dort mit dem Schwerpunkt auf Palliativmedizin und Sterbebegleitung. In vielen ihrer Reportagen und Features dokumentierte sie Begegnungen mit Menschen, deren Lebensalltag durch Krankheit, Tod, existenzielle Krisen geprägt sind.
Seit 2004 galt lange Jahre ihr ehrenamtliches und journalistisches Interesse der Freiwilligenarbeit in Bolivien und der sozialpolitischen Entwicklung in diesem Land. So entstanden 2008 und 2009 in mehreren vielmonatigen freiwilligen Sozialeinsätzen der Journalistin, in Zusammenarbeit mit dem Bolivianischen Jugendherbergswerk, das Frauen- und Jugendprojektes „Cinco Palillos“ in den bolivianischen Anden sowie zahlreiche weitere journalistische Projekte.
Als Tochter des Kölner Künstlers Jürgen Hans Grümmer engagiert sie sich seit 2008 für den künstlerischen Nachlass ihres Vaters und hat eine Monografie über ihn veröffentlicht. Seit 2010 setzt sie sich für den Erhalt und die fachgerechte Sanierung des denkmalgeschützten Kölner Opernbrunnens ein. 2018 wurde sie in die Fachjury zur Möblierung des Kölner Offenbachplatzes berufen. Außerdem setzt sie sich als Erbin des künstlerischen Urheberrechts für eine sorgsame Weiterentwicklung des Kölner Universitätsgeländes ein, das in den 1960/70er Jahren von ihrem Vater als dreidimensionales Gesamtkunstwerk durchgeplant und realisiert worden war.
Neben ihrer Arbeit als Journalistin initiierte sie ab 2014 das Projekt Familienhörbuch „Audio-Biografien schwer erkrankter Mütter und Väter. Patienten erzählen für ihre Kinder“. Die Entwicklung des Familienhörbuchs wurde schon in seiner Pilotphase von Fachleuten des Bonner Universitätsklinikums unter der wissenschaftlichen Leitung von Lukas Radbruch wissenschaftlich beraten und begleitet, um verbindliche Qualitätsstandards zu entwickeln, beschreiben und definieren zu können. Die Pilotstudie wurde von der RheinEnergieStiftung gefördert. Der positive Effekt auf die lebenslimitierend erkrankten Elternteile konnte in einer ersten Studie nachgewiesen werden.
Zwei weitere Studien zur Wirkung des Familienhörbuchs sind zurzeit in Arbeit. Das Familienhörbuch ist Teil der Initiative zur Umsetzung der „Charta zur Betreuung schwerstkranker und sterbender Menschen in Deutschland“.
2019 gründete Grümmer die Familienhörbuch gGmbH mit dem Ziel, möglichst vielen anfragenden, unheilbar erkrankten Müttern und Vätern mit minderjährigen Kindern in ganz Deutschland und den Anrainerstaaten, die für sie kostenfreie Erstellung einer professionellen Audiobiografie anbieten zu können und diese Form der Audiobiografiearbeit im Gesundheitswesen zu etablieren. Das persönliche Familienhörbuch macht Mamas/Papas Lebensgeschichte in der vertrauten Stimme hörbar und bewahrt sie für die Nachwelt auf. Judith Grümmer ist die geschäftsführende Gesellschafterin der als gemeinnützig anerkannten Organisation Familienhörbuch gGmbH.
Judith Grümmer ist verwitwet und Mutter von drei Söhnen.

## Auszeichnungen
- 1985: Kurt-Magnus-Preis
- 2003: „Europäischer Journalistenpreis“ der VDJM im Team der „Sprechstunde“ des Deutschlandfunks
- 2020: International Sound Awards in den Kategorien Social & Culture[3] und Health (mit ihrem Team)
- 2021: Netzwerkpreis der Goldene Bild der Frau der Funke-Mediengruppe, die Deutsche Postcode Lotterie unterstützt den Preis mit 10.000 für die Produktion weiterer Hörbücher
- 2021: Publikumspreis beim Social Design Award von Spiegel Wissen und Bauhaus
- 2023: Zugabe-Preis der Körber-Stiftung für Gründer:innen 60plus
- 2024: Verdienstmedaille des Verdienstordens der Bundesrepublik Deutschland[4]
- 2024: A-Mamori-Award in der Kategorie Onkologie für die Arbeit der Familienhörbuch gGmbH